# هیروکی ایزوکا
هیروکی ایزوکا (ژاپنی: 飯塚 浩記؛ زادهٔ ۴ آوریل ۱۹۷۸) یک بازیکن فوتبال اهل ژاپن است.
از باشگاه‌هایی که در آن بازی کرده‌است می‌توان به باشگاه فوتبال مونتدیو یاماگاتا اشاره کرد.